# Игнатовци (област Габрово)
 За другото българско село вижте Игнатовци (Област Велико Търново).  
Игнатовци е село в Северна България. То се намира в община Дряново, област Габрово.

## География
Село Игнатовци се намира в планински район.

Селото е разположено на 8 km от Царева Ливада, 13 km от Дряново, 12 km от Трявна, 25 km от Габрово и 37 km от Велико Търново.
От селото се вижда паметникът Бузлуджа и връх Ботев.

## История
Предполага се, че районът е заселван около 1560 година.

## Население
Преброяване на населението през 2011 г.
Численост и дял на етническите групи според преброяването на населението през 2011 г.:
|                     | Численост | Дял (в %) |
| Общо                | 2         | 100,00    |
| Българи             | 0         | 0,00      |
| Турци               | 0         | 0,00      |
| Цигани              | 0         | 0,00      |
| Други               | 0         | 0,00      |
| Не се самоопределят | 0         | 0,00      |
| Неотговорили        | 0         | 0,00      |

## Личности
Родени в Игнатовци
- Андрей Ганев, български революционер от ВМОРО, четник на Иван Димов – Пашата[3]
- Стоян Неделков (1861 – ?), деец на ВМОК и ВМОРО, четник на Петър Дървингов, участник в Илинденско-Преображенското въстание в 1903 година с четата на Иван Варналиев[4]